# Всегда ведьма (сериал)
Всегда ведьма (исп. Siempre Bruja) это колумбийский веб-сериал 2019 года с участием Анжелы Гавирии , Ленарда Вандераа и Карлоса Кинтеро. Сюжет разворачивается вокруг Кармен Эгилус (Ангелия Гравилья), ведьмы и рабыни с 1646 года, и разворачивается как в 17-м веке, так и в настоящее время в Картахене, Колумбия.

## Сюжет
Кармен — молодая ведьма, живущая в XVII веке. Заключив договор с колдуном она избегает смерти на костре переместившись в современную Картахену. В прошлом остался её возлюбленный Кристобаль, и Кармен должна его спасти, но сначала ей предстоит освоиться в незнакомом мире XXI века среди гаджетов, автомобилей, телевизоров и стеклянных высоток. Сориентироваться в современном пространстве и научиться управлять своими способностями ведьме помогут эксцентричные новые друзья.

## В ролях

### Основные герои
- Ангелия Гравилья в роли Кармен Эгвилус.
- Ленард Вандераа в роли Кристобаля де Араноа, любовника Кармен в 1646 году.
- Карлос Кинтеро в роли Леона, парня Мейте и одного из друзей Кармен в 2019 году.
- Себастьян Эслава в качестве профессора Эстебана в 2019 году.
- Кристина Уорнер в роли Изабель де Араноа, матери Кристобаля в 1646 году.
- София Бернал Араужо в роли Алисии, подруги Кармен в 2019 году.
- Валерия Энрикес Мейт, подруга Леона и одна из подруг Кармен в 2019 году.
- Дилан Фуэнтес в роли Джонни Ки, лучшего друга и доверенного лица Кармен в 2019 году.
- Verónica Orozco в роли Нинибе, профессора биологии и протеже Альдемара в 2019 году. (Первый сезон)
- Луис Фернандо Хойос в роли Алдемара Бессмертного, могущественного волшебника, попавшего в плен в 1646 году. (Первый сезон)
- Оскар Касас в роли Кобо, пирата конца 17-го века, который оказывается в 2020 году. (Сезон 2)

### Второстепенные персонажи
- Хуан Мануэль Мендоса в роли детектива Пабло Корселя, полицейского, ответственного за дело об убийце Пожаре в 2019 году. (Первый сезон)
- Джон Алекс Кастильо в роли Браулио, дяди Кармен в 1646 году. (Первый сезон)
- Констанца Дуке в роли Аделаиды, бабушка Джонни Ки и владелец общежития, где он и Кармен живут в 2019 году. (Первый сезон)
- Майра Луна в роли Хильды, рабыни и лучшей подруги Кармен в 1646 году.
- Эду Мартин в роли Фернандо де Араноа, отца Кристобаля в 1646 году. (Первый сезон)
- Норма Нивия в роли Ксимены Гамез, ученицы Нинибе и другого профессора в 2019 году. (Первый сезон)
- Дубан Андрес Прадо в роли Даниэля, одного из друзей Кармен в 2019 году.